# 魔神英雄伝ワタルシリーズ
魔神英雄伝ワタルシリーズ（ましんえいゆうでんワタルシリーズ）は、サンライズ制作による日本のアニメーション作品のシリーズである。TVシリーズ、OVA、Webアニメ、ラジオドラマ、小説などの作品が存在する。ここでは『魔神英雄伝ワタル』に関する世界観、メディアミックスの種類についての簡易的なものを示す。詳細は、該当項目と「魔神英雄伝ワタルシリーズの登場人物」を参照。
全てのストーリーはつながっているように見えるが、監督や作家の手により、意図的に世界観や背景設定が異なる部分がある。例としてアニメの『超魔神英雄伝ワタル』は、構成上『1』『2』の続編ののち、『ワタル3』へ繋がるはずだが、世界観や設定が後付けされた結果、明らかに矛盾する完全に繋がらない箇所も存在する。

## 概要
『魔神英雄伝ワタル』という作品は、いろいろな点で日本のアニメ文化においてエポックメイキング的なものを数々残した作品として有名である。これらの事象のほとんどは意図的に行われたものではなく、作品の人気が後押しした結果である。以下にその概要を述べる。
一つは当時流行していたRPG（ロールプレイングゲーム）の要素を取り入れた設定や物語構成である。一話一話の積み重ねによるシリーズと、壮大な世界観によるシリーズの二つをうまく組み合わせ、各ステップに異なる世界観、また小ボスをすべて倒した後に出てくる大ボス、途中で出てくるボーナスステージ（違う世界観に飛ばされる）など、ゲームの要素をアニメにうまく取り入れ構成が新鮮と当時とらえられた。また、芦田豊雄による魅力的なキャラクターデザインや各話のゲストキャラクター設定も、放送当時の流行やギャグも踏まえ、世界観をうまく表現した。ロボットにおいても、ガンダムをはじめとする巨大ロボットの頭身を、3頭身レベルに縮小化。ロボットアニメの新たな可能性を示唆する一作となる。この頭身はギャグ漫画やSD（スーパーデフォルメ）と捉えられることもあり、サンライズにおいても冒険的であったとされるが、アニメ内で長身ロボットと同じレベルで動くアクションに人気も高まり、タカラより発売されたプラクション（アクション、すなわち動きのあるプラモデル）「魔神大集合」シリーズが子供たちに大人気となり、商業的に大成功を収めた。これは、放送後一定期間を経て模型化されるのではなく、放送後にすぐに玩具店に並んでいることによる購買意欲の増加、低価格化による買いやすさ、玩具店のレジの横に配置しやすく目につくパッケージサイズなど、原作者の広井王子のアイデアによるところも大きい。このような放送時における同時展開を行ったことからメディアミックスの先駆けであるとも言われる。
メディアミックスの一つがラジメーションの名称で行ったラジオドラマである。TVシリーズ終了後1年もおかずに始まり、2年の休息を挟むが6年もの間続き、1997年のアニメ再開へとつながっている。また放送後にはCDシネマとの名称で商品化され、ラジオが聴けない、視覚が見えないファン層にも購入が可能となった。放送当時アニメーションのパッケージ化には時間がかかり、また映像商品は高価でレンタルビデオの普及が始まる時期であった。ラジオ化を皮切りに、映像を用いない漫画やアニメを主体とするラジオ番組は一気に増加し、今や定番となっている。このような人気によりキャラクターソングも多数制作、日本コロムビアのコロちゃんパックに含まれる歌同様に、サウンドトラックに主題歌以外の曲を数曲収録。それが定番となりシリーズ毎にベストアルバムが発売され、カラオケアルバムまでが発売されるに至る。この発売に合わせて、ファン参加によるカラオケ大会もレコード会社主催により数回行われている。関係楽曲は100曲近くも存在し、2014年にはコンプリートベストアルバムが発売された。
また、参加声優によるステージイベントを行うようになったきっかけとも言われている。当時、声優はアニメの裏方的存在であり、一部のタレント声優を除き、公の場所にその姿を見せることは数少なかった。このイベント自体も、もともとはアニメ雑誌主催によるものやCD購入者対象の無料のイベント、また上記のカラオケ大会などであったが、基本抽選によるもののため一部のラッキーな人しか参加できなかった。そこで、大きな会場を抑えることでたくさんのファンに参加してもらおうという思いをきっかけに有料化にふみきったものであり、商業化を目的とする現在のイベントとは多少趣は異なっている。しかし、参加声優は「お金を払ってみていただくのだから」という意思のもと、コンサートや舞台同様のけいこを積み臨んでいたといい（この流れを広井王子は『サクラ大戦』に生かしヒットしている）、いまや定番と呼ばれる声優による舞台やライブ、アニメ・漫画原作のステージ化という流れの先駆け的存在であった。
一方でリアルロボット系が復活の兆しが見られ、徐々にSDアニメ系列は衰退する。また、人気キャラクターの虎王の正体が「ドアクダーによって洗脳された翔龍子」という展開に腹を立てたファン達からの「彼がかわいそう!」という抗議の声に困惑した井内が、彼のアイデンティティを探る目的で書き下ろしたノベライズ『虎王伝説』の執筆以降、企画当初に掲げられていた永遠のマンネリズムを標榜する作風に疑問が生まれ、『2』の途中からシリアスドラマ化が進行する。ロボット系好きのファンや小学生男子らは離れてしまい、代わりに女子中高生ファンが急増することになる。
かように斬新な試行錯誤が功を奏した作品だが、企画自体は4年前の『超力ロボ ガラット』のコンセプトを踏襲し、デザインは並行制作されていた『ドラグナー』などから転用されデザイナーはじめ一部スタッフも共通し、当時定番だった企画焼き直し手法の例外ではなく、過去の失敗作をバネにしてヒット作を実現していたと言える。

## 映像作品

### TVアニメシリーズ
魔神英雄伝ワタル
1988年4月15日 - 1989年3月31日 全45話 日本テレビ系
魔神英雄伝ワタル2
1990年3月9日 - 1991年3月8日 全46話 日本テレビ系（29話から『魔神英雄伝ワタル2 超激闘（ちょうファイト）編』に改題）
超魔神英雄伝ワタル
1997年10月2日 - 1998年9月24日 全51話 テレビ東京系
魔神創造伝ワタル
2024年1月13日、アニメ生誕35周年を記念し東京・調布市グリーンホールで開催されたイベント「魔神英雄伝ワタル 35周年感謝祭」にて制作発表。「星部ワタル」を主人公に据えた新世代作品。
2025年1月12日 - 6月22日 全24話 テレビ東京系

### OVA
真魔神英雄伝ワタル 魔神山編
魔神山編 上の巻「帰ってきた救世主」（1989年8月5日）
魔神山編 下の巻「よみがえれ 伝説の皇帝龍」（1989年9月5日）
魔神英雄伝ワタル 創界山英雄伝説
1990年3月5日発売。『ワタル2』放送前に発売された第1作総集編ビデオ。
魔神英雄伝ワタル 終わりなき時の物語
第1巻「救世主再び」（1993年10月1日）
第2巻「天部界の嵐」（1993年12月1日）
第3巻「永遠の伝説」（1994年2月1日）

### Webアニメ
魔神英雄伝ワタル 七魂の龍神丸
2020年4月10日 - 11月20日 全9話 YouTubeのBANDAI SPIRITS公式チャンネルで配信。

## 音声作品

### ラジメーション (CDシネマ)
すべて文化放送系。括弧内は放送時期。放送時はドラマと声優によるトークの2部構成。ドラマ部は後にCDシネマ化された。
- 魔神英雄伝ワタル3（1991年10月 - 1992年3月）
- 魔神英雄伝ワタル3 虎王物語（1992年10月 - 1993年3月）
- 魔神英雄伝ワタル4 （1993年10月 - 1994年3月）
- 魔神英雄伝ワタル外伝 ピュアピュアヒミコ（1996年10月 - 1997年3月）
- 超魔神英雄伝ワタル（1997年10月 - 1998年9月） - TVアニメと同時展開されたラジオ番組。声優トークのみでドラマパートは無い。

### ドラマアルバム
ラジメーションと異なりカセット、CDなどが初出となった、音声のみで紡がれた外伝的物語。『ぼくの虎王』シリーズのみ、ラジオ『虎王物語』内で放送された。
魔神英雄伝ワタル (Animate Cassette Collection 2) [ムービック、1989/5]
ミニドラマ「ワタルのアホバッカ・ハイスクール」「爆笑!!ワタル寄席」「魔神戦士ワタル」を収録。
魔神英雄伝ワタル2 (Animate Cassette Collection 14) [ムービック、1990/12]
ミニドラマ「シネマの都で七変化」「こちら第7チャンネル　テレビ星界山」を収録。
魔神英雄伝ワタル2 虎王夢伝説
「ワタル2」表記になっているが、『1』時のワタルに会う前の虎王ストーリー。
魔神英雄伝ワタル2 星界山ロケハン物語
書籍「魔神英雄伝ワタル2 メモリアルズ」(1992年、サンライズ)に付属
魔神英雄伝ワタル3 センチメンタル・クリスマス
虎王とヒミコによるミニドラマと、既出主題歌・挿入歌等の神山純一によるオルゴールアレンジ曲を収録。
魔神英雄伝ワタル2/3 ぼくの虎王
全3巻。第一章のみCDが初出。後に、虎王物語の前章に位置づけられ、二、三章はラジオで放送後にCD化。
超魔神英雄伝ワタル 翼剣物語 -翼の剣を持つ少年-
全4部。アニメ内、第四界層でのサイドストーリー。ギャグ中心のドラマも収録。
魔神英雄伝ワタル 創界山ワールドツアー記念
アニメディアにて企画された「創界山ワールドツアー」に参加した方達全員に送られたメモリアルテープ。主題歌「STEP」と、伊倉一恵＆林原めぐみ＆緑川光の爆笑ミニドラマが収録。
魔神英雄伝ワタル ミッドナイト(禁)ステーション [1994]
アニメディアの全員者応募プレゼント品。田中真弓、伊倉一寿とプロデューサーの岡村によるラジオ番組風トークと、主題歌としてファン作詞による「僕じゃない君へ」を収録。

## コミカライズ
魔神英雄伝ワタル外伝 魔界突入物語 全1巻
『月刊コロコロコミック』で1989年8月号から1990年1月号まで連載の外伝漫画。作画青木たかお、原作水谷謙之介（RED）&サンライズ。OVA同様に魔神山を中心としているがオリジナルキャラである雷斗とキッドを主役とした物語となっている。初期のタイトルは『魔神英雄伝ワタル 魔界突入! 雷王丸物語』だったが1989年11月号より改題。
超魔神英雄伝ワタル（コロコロコミック版） 全1巻  著者：三鷹公一

超魔神英雄伝ワタル（ふぁんデラ版） 全4巻 著者：すずきほづみ

超魔神英雄伝ワタル外伝（月刊コミックぽっけ版） 全2巻  著者：松本ゆうか

魔神英雄伝ワタル 七魂の龍神丸（コロコロアニキ）

### 関連書籍
魔神英雄伝ワタル2 魔神開発大決戦
1990年2月号より『月刊コロコロコミック』に連載されたスピンオフ漫画で、当時人気となったプラクションを使った作品。作画は青木たかお。
「ワタル」の名を冠しているが、番外編という関係上、本編の登場人物たちは一切登場しない「現実」の世界が舞台。「ワタル2のプラクションは主人公・翼（つばさ）ワタルを始めとする少年たちが、過去のプラクションに施した様々な改造アイデアをもとに作られたか、あるいは少年たち自身が一から作り出したものである」という設定となっており、それらを戦わせるコンピュータ・シミュレーション装置も登場する。
超魔神伝説

この他にもアニメ放送当時のコロコロコミックでは、別冊や増刊号を中心にワタル本編やプラクションを題材とした様々な読み切り漫画が掲載されていた。特にアニメ終了後に発表された、真魔神英雄伝ワタルへと繋がるストーリーである『魔神英雄伝ワタルひみつ外伝』の2作品は、その後に発売されるプラクション皇帝龍(鋼衣シリーズ)の機運を高めた。

## ノベライズ
- 魔神英雄伝ワタル ANOTHER STEP
- 魔神英雄伝ワタル 虎王伝説
- 魔界皇子 虎王伝
- 虎ブルドリーム -魔界皇子虎王伝 外伝-（角川ノベルズ 新ファンタジー王国・II 収録）
- 魔神英雄伝ワタル外伝 虎ブルファンタジー 伝説にならない三つの物語
- 超魔神伝説（スピンオフ作品。出版社倒産に付き未完）
- 魔神英雄伝ワタル 七魂の龍神丸（矢立文庫）

### ゲームブック
魔神英雄伝ワタル 異次元の救世主（双葉文庫 冒険ゲームブック）
著：勝沼紳一・助川哲也、ゲーム構成：井上尚美
魔神英雄伝ワタル外伝 救世主再び!!（双葉文庫 ファミコン冒険ゲームブック）
著：勝沼紳一、ゲーム構成：犬飼わたる

## ゲーム
PCエンジン(日本版)『魔神英雄伝ワタル』
PCエンジンHuカードソフト『魔神英雄伝ワタル』。1988年8月30日にハドソンより発売された横スクロールアクションゲーム。ストーリーはアニメに準じており、エリア毎に戦部ワタルか龍神丸を操作する。ただし発売がアニメ放映中だったことからラスボスはドアクダーではなく、龍神丸も龍王丸に変身するなどの要素は入っていない。
ラスボスはまともに戦うとジャンプのアルゴリズムがシビアで難易度が高く攻略は困難だったが、ボスエリアにジャンプで飛び込むこむなどプレイヤー側の侵入角度によって起動判定が甘くなるというバグがあり、バグが発動するとボスがまったく動かない棒立ち状態になり簡単に倒せた。。
PCエンジン(北米版)『Keith Courage in Alpha Zones』
1989年8月29日にTurboGrafx-16（北米版PCエンジン）で発売されたPCエンジン移植版。ゲーム内容はほぼ変わらないものの、北米向けに全く別のストーリーが設定され、アメコミ調のミニコミックも付属された。
ストーリー：2004年、突如地球に落下した巨大隕石の中から現れた侵略宇宙人B.A.D.が来襲し長い戦いが続いていた。N.I.C.E.の科学者によって作り出された強化服・ノヴァスーツによって、多くの敵を倒すも逆に殺されてしまう。科学者の息子であるキースは父の意志とノヴァスーツを受け継いで敵の国へと戦いに赴くのであった。
魔神英雄伝ワタル外伝
1990年3月23日にハドソンより発売されたファミリーコンピュータ用アクションロールプレイングゲーム。

超魔神英雄伝ワタル ANOTHER STEP
1998年4月23日にバンプレストから発売されたPlayStation用ロールプレイングゲーム。

超魔神英雄伝ワタル まぜっこモンスター
1997年12月12日にバンプレストから発売されたゲームボーイ用のモンスター育成ゲーム。

超魔神英雄伝ワタル まぜっこモンスター2
1998年6月7日にバンプレストから発売されたゲームボーイ用のモンスター育成ゲーム。

魔神英雄传-神龙斗士
2021年6月23日に中国でベータ版が上海恺英网络科技（KINGNET）より運営開始されたスマートフォン用アクションRPG。

### クロスオーバー作品
本作と他作品のキャラクターが一つの作品世界に集結して展開される、いわゆるクロスオーバー作品では、どの作品もアニメ基本的には第1作（無印）を原典（ベース）として登場している。
ロボペットバトリング ハロボッツ
ワンダースワン用ソフト。1999年10月7日発売。
GBハロボッツ
ゲームボーイカラー用ソフト。2000年12月1日発売。
ハロボッツアクション!!
ニンテンドーDS用ソフト。2005年12月29日発売。
サンライズ英雄譚2
PlayStation 2用ソフト。2001年12月20日発売。
SUNRISE WORLD WAR Fromサンライズ英雄譚
PlayStation 2用ソフト。2003年9月25日発売。
スーパーロボット大戦X
PlayStation 4、PlayStation Vita用ソフトとして2018年3月29日発売。2020年1月10日にはNintendo SwitchおよびSteamでも発売された。
スーパーロボット大戦X-Ω
iOS / Android用アプリゲーム。2018年11月より、第4期参戦作品として追加登場。
2020年7月には期間限定で『七魂の龍神丸』が参戦し、コラボイベントが行われた。
スーパーロボット大戦DD
iOS / Android用アプリゲーム。2021年3月より、大型アップデートより追加。

## 玩具

### プラクション
魔神大集合（マシンコレクション）
『ワタル（無印）』シリーズのプラクション名称。『ワタル2』のプラクションには特にシリーズ名はついていなかった為同シリーズとされていることが多い。
復刻版魔神大集合
2005年に界層ごとに『ワタル（無印）』シリーズのプラクションがセットとなって8シリーズ発売された。一部の魔神は復刻されていない。

### 組み立て済立体模型
重構造龍神丸
龍神丸の内部構造フィギュアと外装のセット。外装は内部フィギュアに装着する事ができる。
電装構造DX新星龍神丸
星龍剣を持った腕を振り上げると電飾と音がなるギミックのある玩具。
可変構造龍王丸
差し替えなしで鳳凰形態に変形できる玩具。
可変構造邪虎丸
差し替えなしでタイガーモードに変形できる玩具。
可変構造DX龍星丸
魔神大集合版の大型版。肩などにメッキが使われている。
超魔神英雄伝ワタル メッキマシーン
総メッキ仕様のプラモデル。
PLAMAX
マックスファクトリーのプラモデル。
HGシリーズ
バンダイのプラモデル。

#### フィギュア
超力魔神大系
「超魔神英雄伝ワタル」関連の魔神の玩具。
超魔神英雄伝ワタル バトステ
塩ビ人形付きボードゲーム。
バンダイフル可動フィギュア関連
- ROBOT魂 <SIDE MASHIN>
- ネクスエッジスタイル [MASHIN UNIT]
- METAL BUILD DRAGON SCALE

ガシャポン
- 魔神英雄伝ワタル アクションポーズ
2005年発売ガシャポンコレクションフィギュア。

メガホビ G.E.M.シリーズ
メガハウスより発売。
- 戦部ワタル＆剣部シバラク
- 虎王＆ヒミコとブリキントン

METAMOR-FORCE
千値錬より龍王丸、龍王丸専用鋼衣、影輝鋼衣龍王丸が発売。
4インチネル
千値錬より戦部ワタルが発馬。
ジャンボソフビフィギュア 龍神丸
プレミアムバンダイ発売。全長約30cmのソフビフィギュア。
魔神英雄伝ワタル 魔神物語
七魂展開時に発売のコレクションフィギュア。

### LSIゲーム
- 魔神英雄伝ワタル 助けて!龍王丸（タカラ）
- 魔神英雄伝ワタル ワタルのピンボール（タカラ）
- 魔神英雄伝ワタル2 新星龍神丸参上!（タカラ）
- 魔神英雄伝ワタル2 激戦!!龍星丸VS黒龍角（タカラ）

### その他
- ぺったん手裏剣
- へん玉
- 邪鬼玉（神部超秘宝）  邪獅子[ジャレオン]、邪黒烏[ジャクロー]、邪機人[ジャキラ]

#### 関連書籍
- 魔神英雄伝ワタル プラクションBOOK [小学館、1989/3]
- 魔神英雄伝ワタル プラクションBOOK2 皇帝龍出撃!! [小学館、1989/10]
- GC グラカオ Vol.1（コンプREX別冊） [まんだらけ、2009]

#### 関連ビデオ
- ワタルビデオワールド (1989/6/5 タカラ、V-12)
- 魔神大図鑑（タカラ、V-02）
- 魔神大図鑑2（タカラ、V-09）
- 魔神大図鑑3（タカラ、V-11）

## パチンコ
- CR魔神英雄伝ワタル（豊丸産業、2014年2月導入）

## 書籍
- 魔神英雄伝ワタル 大百科（ケイブンシャの大百科359）[勁文社]
- 新・魔神英雄伝ワタル 大百科（ケイブンシャの大百科389）[勁文社]
- 魔神英雄伝ワタル2 大百科（ケイブンシャの大百科426）[勁文社]
- 魔神英雄伝ワタル（ケイブンシャの大百科別冊 ヒーロースペシャル13）[勁文社]
- 魔神英雄伝ワタル 創界山救世主伝（月刊OUT1月増刊号）[みのり書房]
- 魔神英雄伝ワタル 創界山パラダイス!（ラポートデラックス）[ラポート、1990]
- 魔神英雄伝ワタル セレクションズ1 [ムービック、1990/8/1]
- 魔神英雄伝ワタル セレクションズ2 [ムービック、1991/4/1]
- 新世紀魔動英雄伝 これでもか! [徳間書店、1991/8]
- 魔神英雄伝ワタル2 メモリアルズ [サンライズ、1992/3]
- 超魔神英雄伝ワタル（アニメ超文庫）[ティーツー出版、1998/5]
- 超魔神英雄伝ワタル キャラクターズコレクション [勁文社、1998/4]
- 魔神英雄伝ワタル メモリアルブック [新紀元社、2006/2]
- 魔神英雄伝ワタル 創世伝記 [新紀元社、2012/7/7]

## 関連作品

### パロ伝
アニメキャラクターである魔神をメインに、SD（2頭身）にデフォルメ。玩具（プラモデル）を主軸としてストーリーが組まれたシリーズ。

### 超魔神伝説
パロ伝と同様、アニメキャラクターである魔神をメインに、こちらはリアル頭身にデザイン変更。ワタルワールドの古代伝説風の物語に組まれたシリーズ。プラモデル以外にも、メディアミックス化したが短期終了。

## 関連企業
- 小説：角川書店（スニーカー文庫）
- 漫画：小学館（コロコロコミック）
- 音楽CD：ビクターエンタテインメント（アニメーション関連事業はflying DOGが継承）

### アニメ『1』『2』関連
- ゲームソフト：ハドソン
- 玩具：タカラ（後のタカラトミー）
- VHS・LD・DVD・BD：VAP

### アニメ『超』関連
- ゲームソフト：バンプレスト（後のバンダイナムコエンターテインメント）
- 玩具、プラモデル：バンダイ
- VHS・LD：ビクターエンタテインメント

### アニメ『七魂の龍神丸』関連
- 玩具：BANDAI SPIRITS